# Белорусско-литовские отношения
Дипломатические отношения между Беларусью и Литвой были установлены 30 декабря 1992 года. В 1993 году открылось посольство Литвы в Минске, а также посольство Беларуси в Вильнюсе.
В настоящее время послом Литвы в Беларуси является Андрюс Пулокас,
послом Беларуси в Литве — Валерий Барановский.

## История отношений

### Взаимное признание

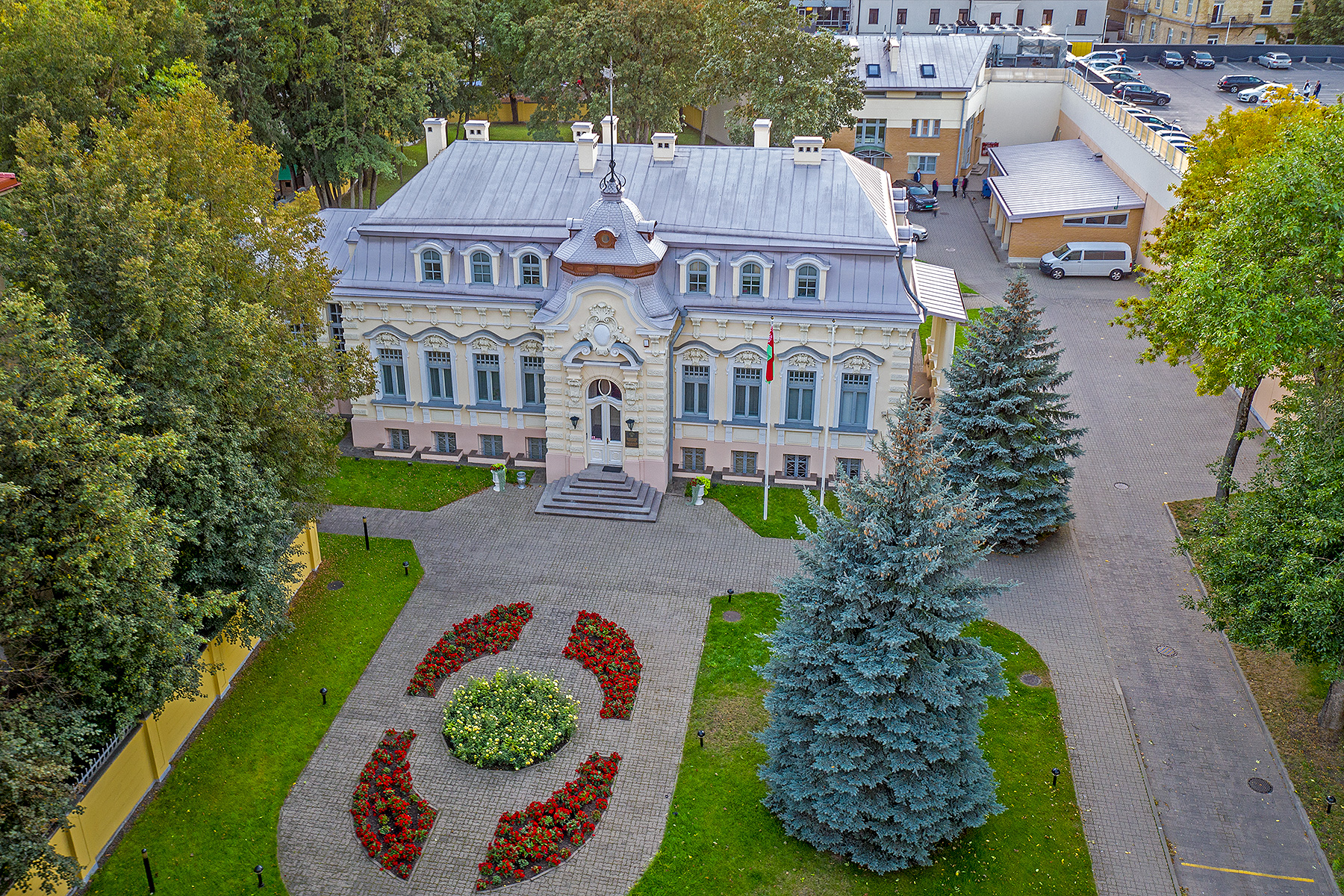
Посольство Беларуси в Литве

20 декабря 1991 года Верховный Совет Литвы признал независимость Беларуси.
27 декабря 1991 года Беларусь признала независимость Литовской Республики.
30 декабря 1992 года в Минске было подписано соглашение о дипломатических отношениях.
Белорусско-литовские отношения основываются на следующей правовой базе:
- Договор между Литовской Республикой и Республикой Беларусь о добрососедстве и сотрудничестве. Подписан 6 февраля 1995 года в Вильнюсе.
- Договор между Литовской Республикой и Республикой Беларусь о белорусско-литовской государственной границе. Подписан 6 февраля 1995 года в Вильнюсе.
- Договор о режиме белорусско-литовской государственной границы. Ратифицирован Республикой Беларусь 6 мая 2010 года[4].

### 2005 год
Руководство Литвы оказывает заметную поддержку белорусским оппозиционным силам. Здесь действует Европейский гуманитарный университет, перебазировавшийся на территорию Литвы в июле 2004 года и получивший официальную регистрацию 15 февраля 2005 года. Именно в Вильнюсе весной 2005 года на встрече белорусских оппозиционеров с госсекретарём США Кондолизой Райс она заявила, что режим Лукашенко — «последняя диктатура Европы».
Литва входит в состав рабочей группы для координации действий в отношении Беларуси, создание которой было согласовано премьер-министрами Польши, Литвы, Латвии и Украины. В Литве проводятся курсы для белорусских оппозиционеров по оказанию ненасильственного сопротивления — массовых акций, пикетов и митингов. Здесь же часто проводятся различные семинары и митинги, также с территории Литвы вещает радиостанция с «независимой радиопрограммой на белорусском языке».
В ответ на это Александр Лукашенко заявил, что ведущие западные государства активно используют информационную инфраструктуру и ресурсы «как инструменты одностороннего продвижения своих геополитических интересов». «Нельзя забывать, что в последнее десятилетие все конфликты, развязанные в мире США и их сателлитами, начинались именно с информационных атак, с массированных пропагандистских кампаний против той или иной страны, намеченной для нанесения военного удара», — подчеркнул он. «Они пытаются с помощью СМИ и Интернета манипулировать массовым сознанием, дискредитировать неугодные страны, искусственно создавать в них предпосылки к обострению социальной напряжённости, в том числе с целью смены власти».
26 октября 2005 года, в ходе своего визита в Берлин, президент Литвы Валдас Адамкус заявил в интервью немецкой газете «Die Welt», что не исключает возможности «нападения белорусских войск президента Александра Лукашенко на Литву». Белорусский МИД на это заявил, что «Литва должна быть озабочена не мнимой угрозой со стороны своих вполне стабильных и предсказуемых соседей, а реальной опасностью для населения всего Балтийского региона, возникающей в связи со строительством хранилища ядерного топлива Игналинской АЭС».
После резко негативных оценок этих высказываний в Литве Адамкус сменил позицию. Ежедневник «Respublika» 31 октября напечатал статью под названием «В. Адамкус отказывается от своих слов», в которой цитировал слова президента, осуждающие журналистов, которые якобы «превратили предпосылку в политическую проблему».
В декабре того же года руководство белорусского КГБ заявило об обнаружении на территории Литвы баз белорусских оппозиционеров, якобы готовившихся выступить в период президентских выборов 2006 года. Никаких доказательств, однако, представлено не было.

### 2009—2013
Несмотря на определённые трудности, премьер-министры и министры иностранных дел двух государств проводили регулярные встречи, осуществлялось парламентское сотрудничество, развивались экономические связи.
16 сентября 2009 года состоялся визит Александра Лукашенко в Вильнюс (первый с 1997 года), где Лукашенко принял участие в открытии выставки «БеларусьЭКСПО-2009». В ходе визита Лукашенко дал пресс-конференцию для литовских журналистов, состоялась встреча президентов обеих стран.
В 2013 году был заключён договор о безвизовом режиме для жителей приграничной зоны (50 км) двух стран.
Член (и бывший председатель) парламентского Комитета по национальной безопасности Литвы Арвидас Анушаускас в июне 2013 года обвинил Россию и Белоруссию в том, что они действуют против Литвы, собирая данные стратегического характера и воздействуя через «некоторые литовские СМИ» на массовое сознание граждан.

### Современное состояние
В августе 2020 года с началом в Беларуси массовых протестов министр иностранных дел Литвы Линас Линкявичюс заявил, что «Литва по гуманитарным соображениям готова и рассматривает возможность принимать белорусов, страдающих от продолжающегося жестокого обращения». Также Литва предоставила убежище и охрану бывшему кандидату в президенты Белоруссии Светлане Тихановской, а правительство Литвы утвердило положение, согласно которому белорусы могут въехать на территорию Литвы, несмотря на все ограничения по COVID-19, но «с особыми гуманитарными политическими целями».
В мае 2021 г., после инцидента с посадкой «Боинга» в Минске (по ложному сообщению о теракте) и последовавшего ареста белорусского активиста Романа Протасевича, президент Литвы Г. Науседа обвинил белорусские власти в проведении «отвратительной акции»; Литва призвала партнёров по Евросоюзу признать инцидент с самолётом ирландской авиакомпании Ryanair нарушением правил Международной организации гражданской авиации, приостановить членство Белоруссии в этой организации и рассмотреть совместную рекомендацию ЕС избегать воздушного пространства Беларуси в будущем (с полуночи 25 мая Литва перестала принимать следующие в Литву рейсы с маршрутом, пролегающим над территорией Белоруссии).
В июне 2021 года МВД и МИД Литвы заявили о том, что белорусские власти могут быть причастны к усилившейся нелегальной миграции людей из Ирака и Сирии. По литовской версии, белорусская сторона организует группы мигрантов и оказывает им помощь в нелегальном пересечении белорусско-литовской границы. В числе возможных исполнителей называлась туристическая компания Управления делами Президента Республики Беларусь «Центркурорт». Сообщалось, что потенциальные нелегальные мигранты прибывали в Минский аэропорт из Багдада и Стамбула. Высказывалось предположение, что государственная поддержка нелегальной миграции могла быть вызвана политическими причинами.
По оценке литовских властей, около 93 % нелегально ввозимых сигарет в Литву имеют белорусское происхождение.
Белоруссия ввела с 15 апреля по 15 мая 2022 г. право безвизового въезда (неограниченное количество раз) для жителей Литвы и Латвии; незадолго до окончания срока его решили продлить до конца текущего года. Подобный шаг вызвал негодование в Вильнюсе и Риге: тамошние власти заявляют, что жителей этих стран там «могут использовать в пропагандистских, финансовых и шпионских целях», и призывают своих жителей не ездить в гости к соседям.

### Уголовное дело по событиям 13 января 1991 года
13 января 1991 года, во время штурма вильнюсской телебашни советскими войсками, 14 человек погибло и около 140 человек было ранено. В отношении этих событий Генеральная Прокуратура Литвы возбудила уголовное дело против нескольких членов Коммунистической партии Литовской ССР.
С 1992 года Генпрокуратура Литвы выдвигает Белоруссии требования о выдаче генерала Владимира Усхопчика и редактора газеты «Советская Литва» Станиславы Юонене, имеющих белорусское гражданство.
Литва также интересовалась бывшими лидерами литовской компартии Миколасом Бурокявичюсом и Юозасом Ермалавичюсом. В 1994 году они были задержаны в Минске и выданы Литве. После этого сотрудничество по уголовному делу закончилось, поскольку Беларусь более не желала выдавать фигурантов уголовного дела.
В мае 2000 года президент Александр Лукашенко назначил генерала Владимира Усхопчика заместителем министра обороны Беларуси.

## Экономические отношения
Товарооборот Беларуси и Литвы (экспорт в Литву и импорт из Литвы; в млн USD):
Основными статьями белорусского экспорта в Литву является продукция химической, текстильной и машиностроительной промышленности. По общему товарообороту Литва занимает 9-е место среди торговых партнёров Беларуси, в том числе 7-е место по объёму экспорта и 13-е место по объёму импорта. Существует двусторонняя белорусско-литовская комиссия по торговому и экономическому сотрудничеству.
Крупнейшие позиции белорусского экспорта в Литву в 2017 году (более 10 млн долларов):
- Нефтепродукты (123,2 млн долларов);
- Смешанные минеральные удобрения (69,3 млн долларов);
- Автомобили грузовые (69,2 млн долларов);
- Продольно-распиленные лесоматериалы (47,6 млн долларов);
- Рафинированная медь и сплавы (31,4 млн долларов);
- Проволока из нелегированной стали (28,6 млн долларов);
- Прутки из нелегированной стали горячекатаные прочие (27,5 млн долларов);
- Древесина топливная (24,9 млн долларов);
- Древесно-стружечные плиты (19 млн долларов);
- Алюминиевые металлоконструкции (14,8 млн долларов);
- Прутки из нелегированной стали горячекатаные в бухтах (14,3 млн долларов);
- Тракторы и седельные тягачи (12,7 млн долларов);
- Рапсовое масло (10,9 млн долларов).

Крупнейшие позиции белорусского импорта из Литвы в 2017 году (более 7 млн долларов):
- Вата (20,1 млн долларов);
- Одежда б/у (16,3 млн долларов);
- Плиты, листы, плёнка из пластмасс (9,3 млн долларов);
- Запчасти для автомобилей и тракторов (9,3 млн долларов);
- Центрифуги и оборудование для фильтрования жидкостей и газов (9,1 млн долларов);
- Пульты, панели, столы для электроаппаратуры (7,8 млн долларов);
- Лекарства (7,4 млн долларов).

В 2020 г. Литва экспортировала в Беларусь 1124 т мяса птицы, 550 т молочных товаров (в основном сыры — 427 т, сливки — 88 т), почти 28 т кулинарных изделий. Экспорт туда Švyturys-Utenos alus и Carlsberg составляет около 20 % всего экспорта. В первом полугодии 2021 г. экспорт в Белоруссию сократился на 11 % (экспорт птицы остановлен из-за птичьего гриппа).
В 2020 году, в связи с протестами в Беларуси, Евросоюз применил санкции к Управлению делами президента Беларуси, и банк Swedbank в декабре заморозил счета принадлежащего этому управлению санатория Belorus в Друскининкай.
26 апреля 2021 года США применили санкции к девяти белорусским компаниям, принадлежащим государственному белорусскому нефтехимическому концерну «Белнефтехим», а также к литовским предприятиям, у которых есть связи с концерном или с другими подпавшими под санкции предприятиями; это скажется на потоках белорусских грузов через Клайпедский порт (сейчас доля белорусских грузов в порту составляет 32-37 %).
После введения ЕС секторальных санкций для Белоруссии (из-за инцидента с самолётом Ryanair) экспорт производимых в этой стране удобрений через страны ЕС, включая Литву, должен быть остановлен; министр транспорта Марюс Скуодис заявил, что продукция белорусского производителя калийных удобрений «Беларуськалий» не будет перевозиться через Литву с декабря 2021 года.
Летом 2021 года руководство Беларуси заявило, что на белорусских прилавках не должно оставаться продукции из стран, которые поддержали санкции в отношении Беларуси, в их числе — Литва.
Несмотря на введённые санкции и геополитическую напряжённость, за 8 месяцев 2021 года Литва импортировала товаров из Беларуси на 796,6 миллиона евро (на 50 % больше, чем за аналогичный период 2020 года; всего же за 2020 год импортировано товаров на 833 млн евро). Основным белорусским товаром, который в этом году покупает Литва, является белорусская электроэнергия (на 132,7 миллиона евро, что больше, чем в 2020 и 2019 гг. вместе взятых: в 2018 г. куплено белорусской электроэнергии на 38,6 млн евро, в 2020 году — на 86,5 млн евро). Далее идёт древесина толщиной более 6 мм — на 107 млн евро. Импорт минеральных/химических удобрений составил 56,9 млн долларов. И на 24,7 миллиона евро импортировано дров.

## Ситуация с размещением могильника Игналинской АЭС
Обсуждаемой темой в отношениях двух государств долгое время являлось намерение Литвы создать могильник для ядерных отходов Игналинской АЭС в 700 метрах от белорусской границы. Эта станция в настоящее время выводится из эксплуатации, что было одним из условий вступления Литвы в Евросоюз. 31 декабря 2004 года был остановлен первый блок, полностью она остановлена в конце 2009 г. В случае принятия такого решения могильник был бы расположен в непосредственной близости от белорусского Национального парка «Браславские озера».
Литовская сторона утверждает, что это никак не затронет интересы Беларуси. Так 15 ноября 2005 на пресс-конференции в посольстве Литвы вице-министр хозяйства этой страны Артурас Дайнюс заявил: «Размещение могильника ядерных отходов на границе Литвы и Беларуси не нанесёт ущерба развитию туризма». Даже председатель Общественной организации «Литовское движение зелёных» Римантас Бразюлис в интервью БелаПАН заявил, что не считает опасным строительство могильника для захоронения короткоживущих мало- и среднеактивных радиоактивных отходов.
Считается, что именно в ответ на планы по размещению могильника в Беларуси началась подготовка по строительству двух крупных свиноводческих комплексов вблизи литовской границы.
Несмотря на это, по планам правительства Литвы все три потенциальные площадки для размещения могильника находятся поблизости от Игналинской АЭС, то есть в относительной близости от белорусской границы. В настоящее время в непосредственной близости от Беларуси располагаются 4 АЭС — Игналинская, Чернобыльская, Ровенская и Смоленская.

## Инциденты
- В 2011 году Литва выдала белорусской стороне информацию о счетах минского правозащитника А. Беляцкого в литовских банках. Задержание Беляцкого в Белоруссии вызвало скандал европейского масштаба. Министр юстиции Литвы выразил сожаление о передаче данной информации[42].
- Т. н. «плюшевый десант» в начале июля 2012 года вызвал напряжённость в отношениях между государствами.
- Шпионский скандал середины июля 2012 г.: КГБ Беларуси объявил о задержании с поличным гражданина Белоруссии, бывшего военнослужащего, вышедшего в отставку в 2002 г., в дальнейшем получившего вид на жительство в Литве и проживавшего в пригороде Вильнюса, который «получил задание создать на территории Беларуси агентурную сеть для сбора информации о белорусских ВВС и ПВО» (для этого, якобы, литовские спецслужбы предоставили ему финансовую помощь для организации в Белоруссии коммерческого проекта). КГБ утверждало, что «все этапы деятельности подозреваемого подтверждены документально». В отношении указанных лиц возбуждено уголовное дело по статье «измена государству»[43]. МИД Литвы по этому поводу заявил что эта информация не соответствует действительности и «такие инсинуации со стороны спецслужб соседнего государства не способствуют улучшению двухсторонних соглашений»[44].
- Вечером 6 ноября 2012 на территорию Посольства Литвы в Беларуси были заброшены две бутылки с горючей смесью. Пламя затушили работавшие там литовские полицейские, по поводу хулиганской выходки начато следствие. МИД Литвы заявил протест послу Беларуси в Литве, где инцидент был расценён как «терроризм», на что А. Лукашенко отреагировал, назвав подобные заявления «жлобскими» (ранее, в 2012 г., схожий инцидент произошёл и с Посольством России в Беларуси, но тогда литовская сторона заняла оправдательную позицию по отношению к осуждённым преступникам, назвав их «политзаключёнными»).
- Конфликт между Литвой и Республикой Беларусь (в российских интернет-СМИ получило распространение название «гелиевая война») произошёл из-за запуска 8 гелиевых шариков[45][46]. В Вильнюсе 23 августа 2020 года началась акция «Живая цепь», в ней приняли участие десятки тысяч человек, выстроившись от центра Вильнюса до границы с Республикой Беларусь[47]. На самой акции в знак солидарности с белорусским народом был запущен зонд из 8 гелиевых шариков. 24 августа 2020 года в телеграм-канале Министерства обороны РБ было сделано заявление, что была пресечена провокация с литовской стороны и попытка нарушение воздушного пространства[48][49]. Согласно заявлению, дежурными силами ВВС и войск ПВО Беларуси была пресечена провокация со стороны Литовской Республики в районе деревни Волковщина Ошмянского района. С сопредельной территории был запущен зонд из восьми воздушных шаров с «антигосударственной» символикой. Благодаря действиям экипажей вертолётов МИ-24 из состава дежурных сил ПВО полет воздушных шаров был пресечен без применения оружия[50]. МИД Литвы вручило ноту протеста послу Беларуси, заявив, что у села Мядининкай белорусский вертолёт Ми-24 23 августа в 18:50 пересек литовскую государственную границу. Литва призвала к выяснению обстоятельств инцидента и недопущению повторения подобных нарушений[51][52].